# Tony Boselli
Don Anthony „Tony“ Boselli, Jr. (* 17. April 1972 in Modesto, Kalifornien) ist ein Radio-Sportkommentator und ehemaliger American-Football-Spieler. Er spielte von 1995 bis 2002 in der National Football League (NFL) auf der Position des Offensive Tackles für die Jacksonville Jaguars und Houston Texans.

## College-Karriere
Boselli spielte während seiner College-Zeit für die University of Southern California (USC). Während dieser Zeit wurde er drei Mal zum All-American gewählt und gewann mit seinem Team die Cotton Bowl Classic 1995. In derselben Saison wurde er zum Most Valuable Player seines Teams gewählt und bekam die Morris Trophy als bester Offensive Line Spieler der Pacific-10 Conference verliehen. Nach seiner aktiven Karriere wurde er 2014 in die College Football Hall of Fame aufgenommen.

## NFL-Karriere
Boselli wurde im NFL Draft 1995 als zweiter Spieler von den Jacksonville Jaguars ausgewählt. Er war damit der erste Spieler in der Geschichte der Jaguars, der gedraftet wurde. In den folgenden sieben Jahren wurde er fünf Mal in den Pro Bowl und drei Mal ins All Pro Team gewählt. Nachdem er sich 2001 schwer an der Schulter verletzt hatte und in dieser Saison nur drei Spiele bestreiten konnte, gaben die Jaguars ihn für den Expansion Draft frei, so dass er von den Houston Texans ausgewählt wurde. Da sich trotz mehrerer Operationen die Schulter nicht wieder vollständig regenerierte, konnte er kein einziges Spiel mehr für sein neues Team bestreiten. 2006 unterschrieb er bei Jacksonville einen Vertrag, der nur einen Tag gültig war, um bei seinem ursprünglichen Team Abschied vom aktiven Profisport zu nehmen. Boselli wurde 2006 auf den Pride of the Jaguars aufgenommen, um ihn für seine Verdienste um das Team zu ehren.

## Nach der Profikarriere
Boselli lebt mit seiner Frau und seinen vier Kindern in Ponte Vedra Beach, Florida. Er hat Anteile an mehreren Firmen und leitet mit seiner Frau seine Boselli Stiftung, die sich für die Betreuung und Unterstützung von Schülern einsetzt. Von 2007 bis 2009 arbeitete er als Kommentator für den Fernsehsender FOX. Momentan arbeitet er als NFL Kommentator für den Radiosender Westwood One der CBS Gruppe und eine Sportsendung im Morgenradio von ESPN. In der Presse wurde berichtet, dass er 2011 zur Wahl des Bürgermeisters von Jacksonville antreten wird. Seit dem Ende seiner Footballkarriere hat Boselli abgenommen und nimmt nun an Triathlons teil. Im Jahr 2022 wurde Boselli in die Pro Football Hall of Fame aufgenommen.